# Schlacht von Hedgeley Moor
St Albans – Blore Heath – Ludlow – Northampton – Wakefield – Mortimer’s Cross – St Albans – Ferrybridge – Towton – Hedgeley Moor – Hexham – Edgecote Moor – Losecote Field – Barnet – Tewkesbury – Bosworth Field – Stoke
Die Schlacht von Hedgeley Moor fand am 25. April 1464 statt und war Teil der Rosenkriege. Die Schlacht endete mit einem Sieg des Hauses York und hielt die Aufstände des Hauses Lancaster im Norden Englands in Schach. König Eduard IV. aus dem Hause York war daraufhin in der Lage, seine Friedensverhandlungen mit Schottland fortzuführen, das vormals ein Rückzugsort für Lancastrianer war.

## Ablauf der Schlacht
Mitte April 1464 marschierte John Neville, 1. Baron Montagu nach Norden, um dort einem Treffen von schottischen Gesandten in Newcastle beizuwohnen. Durch seine Popularität folgten während seiner Reise immer mehr Anhänger seinem Banner, so dass er beim Verlassen von Newcastle eine Armee von fünf- oder sechstausend Mann besaß.
Bei Hedgeley Moor traf er auf eine Rebellenarmee, die hauptsächlich aus Lancastrianern bestand, die der König begnadigt hatte. Sie wurden geführt vom 2. Duke of Somerset, Sir Ralph Percy, dem 9. Baron de Ros und Sir Ralph Grey. Die Armee der Lancastrianer war etwa fünftausend Mann stark, jedoch war die Moral nicht so hoch wie im Lager der Yorkisten.
Die Schlacht begann wie normalerweise mit einer Pfeilsalve von jeder Seite. Montagu zog dann weiter im Moor voran, wurde jedoch gezwungen, seine Linien anzuhalten und neu zu ordnen, als plötzlich die linke Flanke der Lancastrianer unter dem 9. Baron de Ros und dem 3. Baron Hungerford (etwa 2000 Mann) schwankte, brach und zerfiel.
Die ganze lancastrianische Armee machte den Weg frei, als die Yorkisten mit ihren Linien zusammenstießen. Durch den Druck der Anzahl des Gegners flohen die Lancastrianer. Nur Sir Ralph Percy blieb mit einer Anzahl von Soldaten zurück, die aber bald desertierten. Auch er wurde am Ende erschlagen.